# Pariser Einzugsmarsch
Pariser Einzugsmarsch («Марш на вступ до Парижа») — популярний прусський військовий марш Йоганна Хайнріха Вальха.

## Історія
Композиція була відома у Франкфурті-на-Майні з 1800 року. 31 березня 1814 марш був зіграний в присутності монархів Австрії, Росії та Пруссії — Франца II, Олександра I й Фрідріха Вільгельма III під час параду союзних військ у Парижі наприкінці Війни шостої коаліції. Саме від того часу він й отримав свою назву, а оскільки «Маршів на вступ до Парижа» різних композиторів декілька, загальноприйнято додатково вказувати «Pariser Einzugsmarsch 1814» або ж за номером в збірці німецьких армійських маршів — AMS II, 38.
Твір швидко набув популярності на теренах країн переможниць, особливо в РІА, де він став частиною військово-оркестрового репертуару та офіційним маршем Полтавського піхотного полку.
Згодом, і за часів Веймарської республіки, і за Третього Рейху марш був одним з атрибутів німецько-французької ворожнечі. Невипадково 14 червня 1940 року, під час чергового підкорення столиці Франції, поблизу Тріумфальної арки знову лунав марш Вальха, котрий до того ж від 1935 року був парадним маршем Люфтваффе Вермахту. У тому ж 1940 році Ханс Штайнкопф здійснив аранжування маршу, додавши до твору фанфарні сигнали.